# Walter Bresseleers
Walter Bresseleers, né à Anvers le 30 juillet 1927 et décédé à Schaerbeek le 1er juillet 1980 est un architecte belge.
Walter Bresseleers réalise presque exclusivement des immeubles industriels ou de bureau dans un genre architectural sévère mettant l'accent sur la structure de la construction. Par ailleurs, il se concentre également sur le préfabriqué et la mise en forme industrielle.

## Biographie

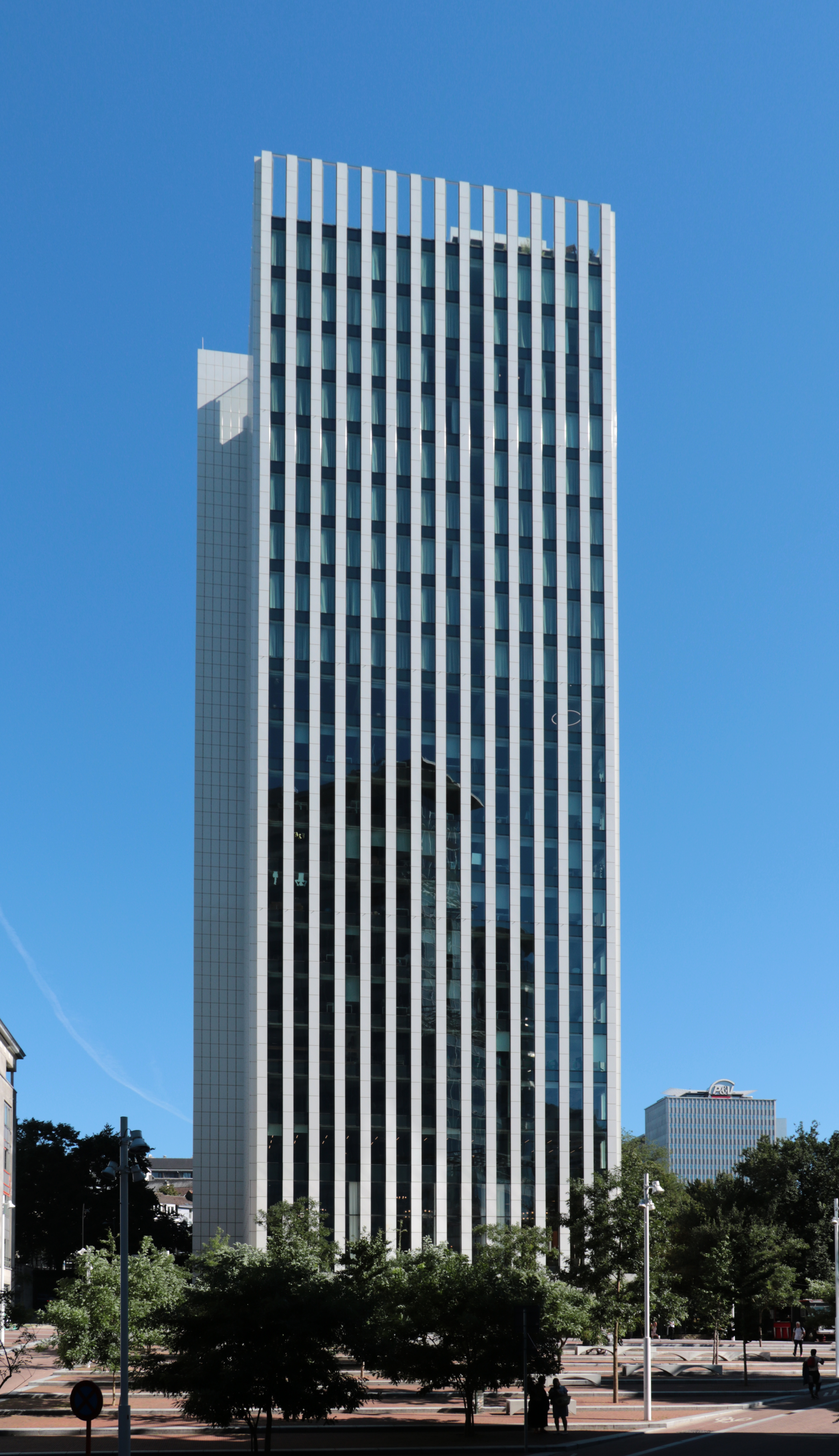
La tour IBM reliftée pour devenir la Tour Victoria.

Bresseleers étudie l'architecture à la Nationaal Hoger Instituut voor Bouwkunst en Stedenbouw à Anvers (devenu par la suite l'institut supérieur d'architecture Henry van de Velde) où il obtient son diplôme en 1951. Par la suite il fait ses stages chez Léon Stynen.
Sa première grande réalisation est un bâtiment pour la société de meubles Meurop, rue des Palais à Schaerbeek (1955-1959).
Ses principales réalisations dans les années 1960 sont les bâtiments de l'entreprise Vanden Avenne à Ooigem (1958-1962), le Centre IBM à Diegem (1963-1971), la Financia Bank (1963-1967) et l'immeuble de bureaux Ahlers House (1968-1970) à Anvers. 
Dans les années 1970 il participe à la construction de 2 tours de bureaux à Bruxelles : la Tour ITT (1968-1971), située avenue Louise, et la Tour IBM (1974-1978), au square Victoria Regina, devenue depuis 2023 la Tour Victoria. 
Après son décès, ses collaborateurs mettent sur pied le bureau ELD Partnership.